# Richard Baxter

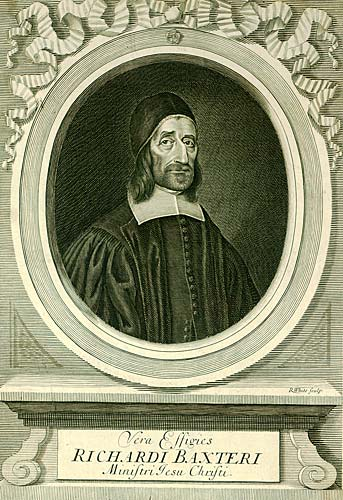
Richard Baxter

Richard Baxter (ur. 12 listopada 1615, zm. 8 grudnia 1691) – angielski teolog purytański, nazywany przez dziekana Stanleya „głównym angielskim scholastykiem protestanckim”.

## Życiorys
Urodził się w Rowton w hrabstwie Shropshire, w domu dziadka od strony matki. Jego wczesną edukację cechował dość niski poziom – była prowadzona głównie za pośrednictwem lokalnego kleru anglikańskiego najniższego stopnia, który sam był słabo wykształcony. Wspomógł go John Owen, wówczas dyrektor wolnej szkoły we Wroxeter, gdzie pobierał naukę od 1629 do 1632, i gdzie poczynił w tym czasie pewne postępy w łacinie. Za radą Owena nie kontynuował nauki w Oxfordzie (krok, którego w późniejszym okresie żałował), a zamiast tego udał się do zamku w Ludlow, aby studiować wraz z Richardem Wicksteadem, tamtejszym kapelanem.
Choć był temu raczej niechętny, przekonano go do wyjazdu na dwór królewski, i w tym celu udał się do Londynu pod patronatem sir Henry’ego Herberta, ale szybko powrócił do domu, zdecydowany studiować teologię. Utwierdził się w tej decyzji po śmierci swojej matki.
Po trzech miesiącach pracy jako nauczyciel w szkole Owena we Wroxeter, Baxter studiował teologię wraz z Francisem Garbetem, miejscowym pastorem. Około 1634 poznał Josepha Symondsa i Waltera Cradocka, dwóch purytańskich nonkonformistów, którzy to wywarli na niego duży wpływ.